# Copiopteryx virgo
Copiopteryx virgo är en fjärilsart som beskrevs av Jose Francisco Zikán 1929. Copiopteryx virgo ingår i släktet Copiopteryx och familjen påfågelsspinnare. Inga underarter finns listade i Catalogue of Life.